# Апфельбаум (Гуммерсбах)
Апфельбаум (нем. Apfelbaum) — отдельное небольшое поселение города Гуммерсбах (район Обербергиш, административный округ Кёльн, земля Северный Рейн-Вестфалия, Германия).

## География

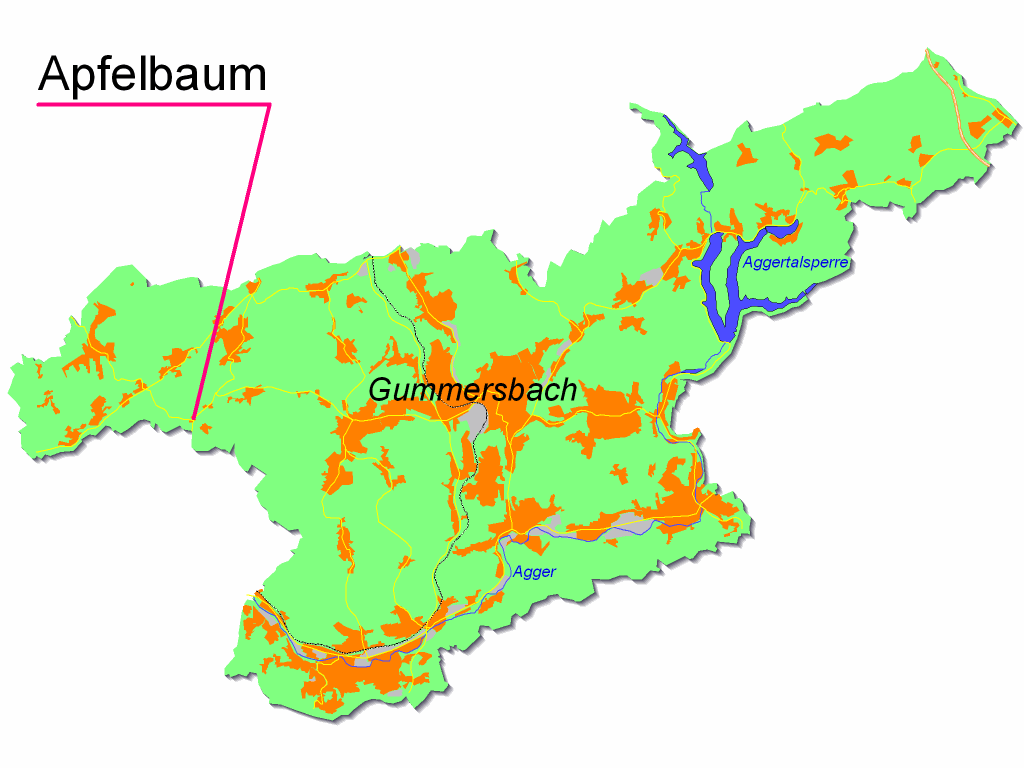
Положение Апфельбаума на карте Гуммерсбаха

### Положение
Апфельбаум расположен на западной окраине города Гуммерсбах, на границе с территорией города Энгельскирхен. Соседние поселения — Бирнбаум и Родт, отстоящие от Апфельбаума менее, чем на километр. Поселение расположено примерно в 7 км от центра города.

### Геология и рельеф
Апфельбаум расположен на водораздельной возвышенности, разделяющей долины водотоков Гельпе (Gelpe) (впадающей в Леппе) и Ламбах (Lambach), впадающей а Аггер). Возвышенность сложены среднедевонскими отложениями сланцев и песчаником. В месте расположения поселения обнаружен региональный разлом земной коры, протягивающийся с северо-востока на юго-запад.

### Климат
Согласно классификации климатов Кёппена-Гейрера, данная территория относится к умеренно-морскому климату. Осадков выпадает много (среднегодовое количество — примерно 1260 мм). Температура в июле в среднем не поднимаются выше + 18 °С.

### Животный мир
В 2017 году в окрестностях Апфельбаума обнаружено присутствие дикого волка.

## История
До 1806 года поселение Апфельбаум принадлежало имперскому правлению Гимборн-Нойштадт (Grafschaft Gimborn). Поселение обозначено на топографической карте 1868 года.

## Экономика

### Сельское хозяйство
Четыре фермерских хозяйства Апфельбаума занимаются растениеводством и животноводством. Кроме того, одно из них занимается элитным коневодством и активно выступает в различных соревнованиях по конному спорту.

### Возможности климатического курорта
Одно из хозяйств специализируется на предоставлении жилья для отпускников, поскольку этот регион считается климатическим курортом.

### Транспорт
Через Апфельбаум проложена автодорога земельного значения L 307. По ней осуществляется регулярное автобусное сообщение (автобус 317) с железнодорожными вокзалами Гуммерсбаха и Рюндерота (Ründeroth) (Энгельскирхен), которые, в свою очередь, связаны прямым сообщение с Кёльном и Люденшайдом (Oberbergische Bahn).
Кроме того, в центре посёлка находится автомобильная развязка, позволяющая близлежащим поселения долины Гельпе (дорога L 90 до Апфельбаума) добираться до районного центра Гуммерсбах. И здесь же на перекрёстке уходит узкий асфальт к поселению Родт и долину Ламбаха.
Для туризма Апфельбаум имеет ограниченные возможности, поскольку автодороги характеризуются интенсивным движением и рядом нет пешеходно-велосипедных дорожек. Но окрестности с их пешеходными тропами очень живописны.

## Галерея

Виды Апфельбаума
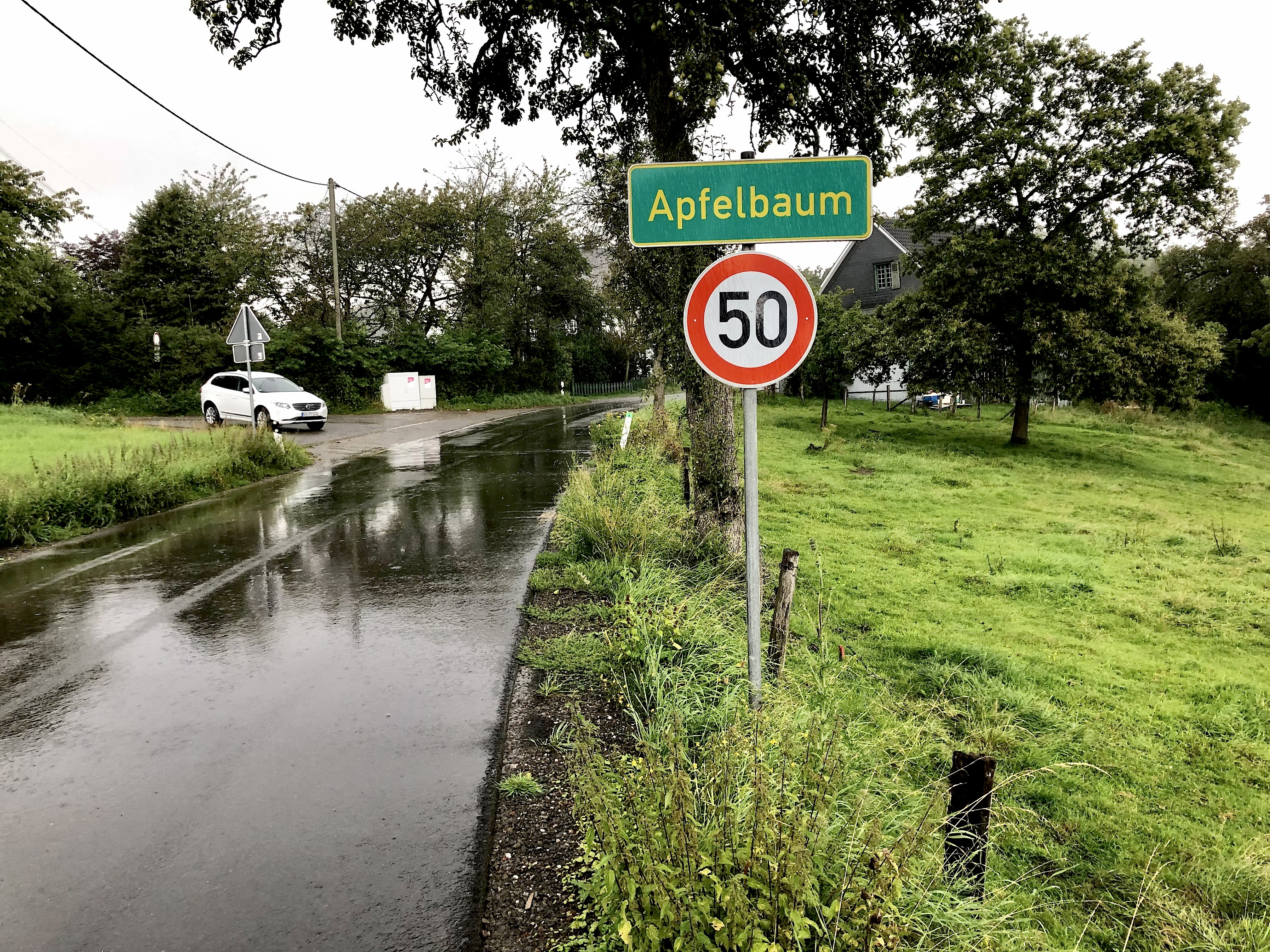
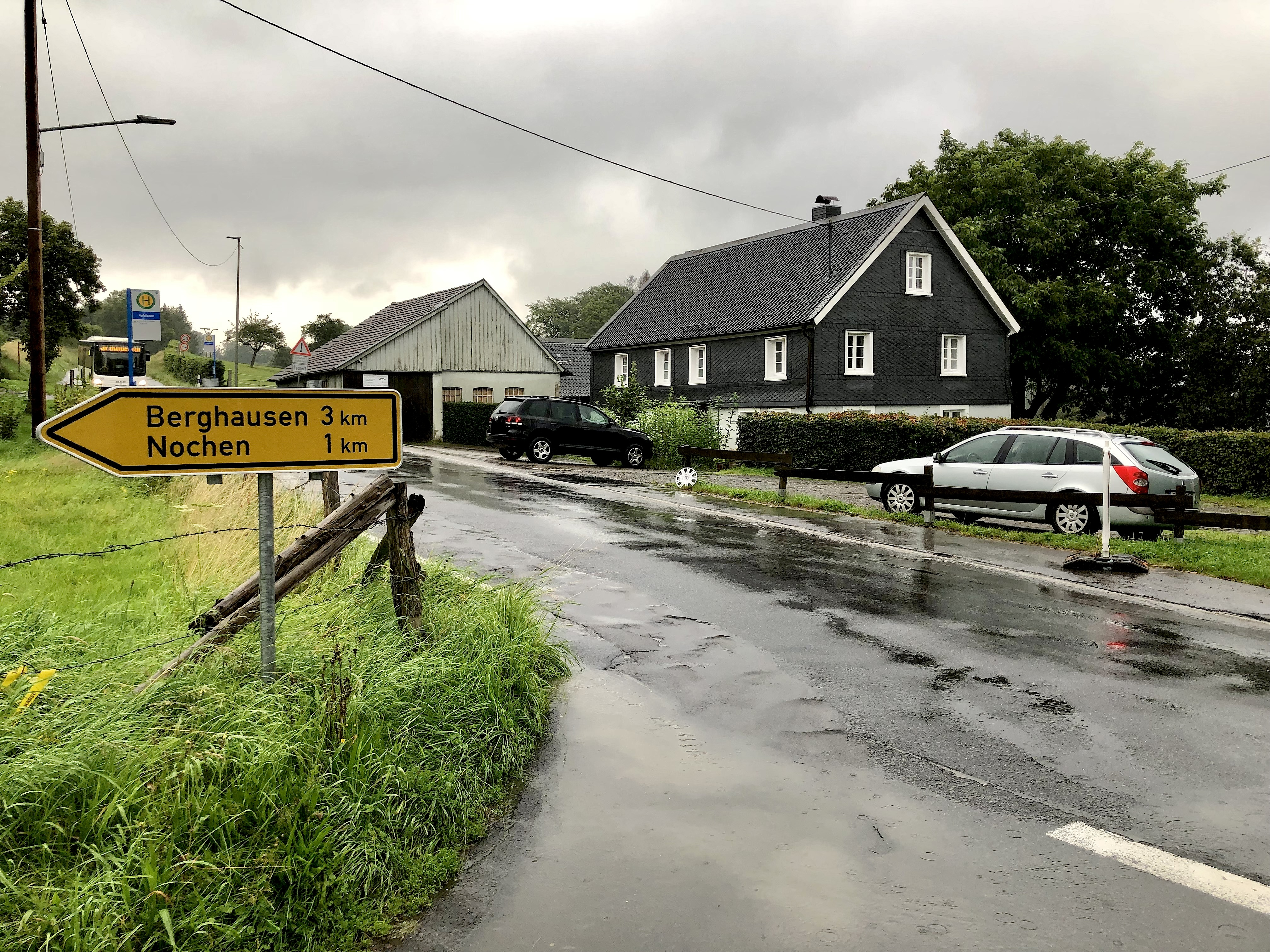
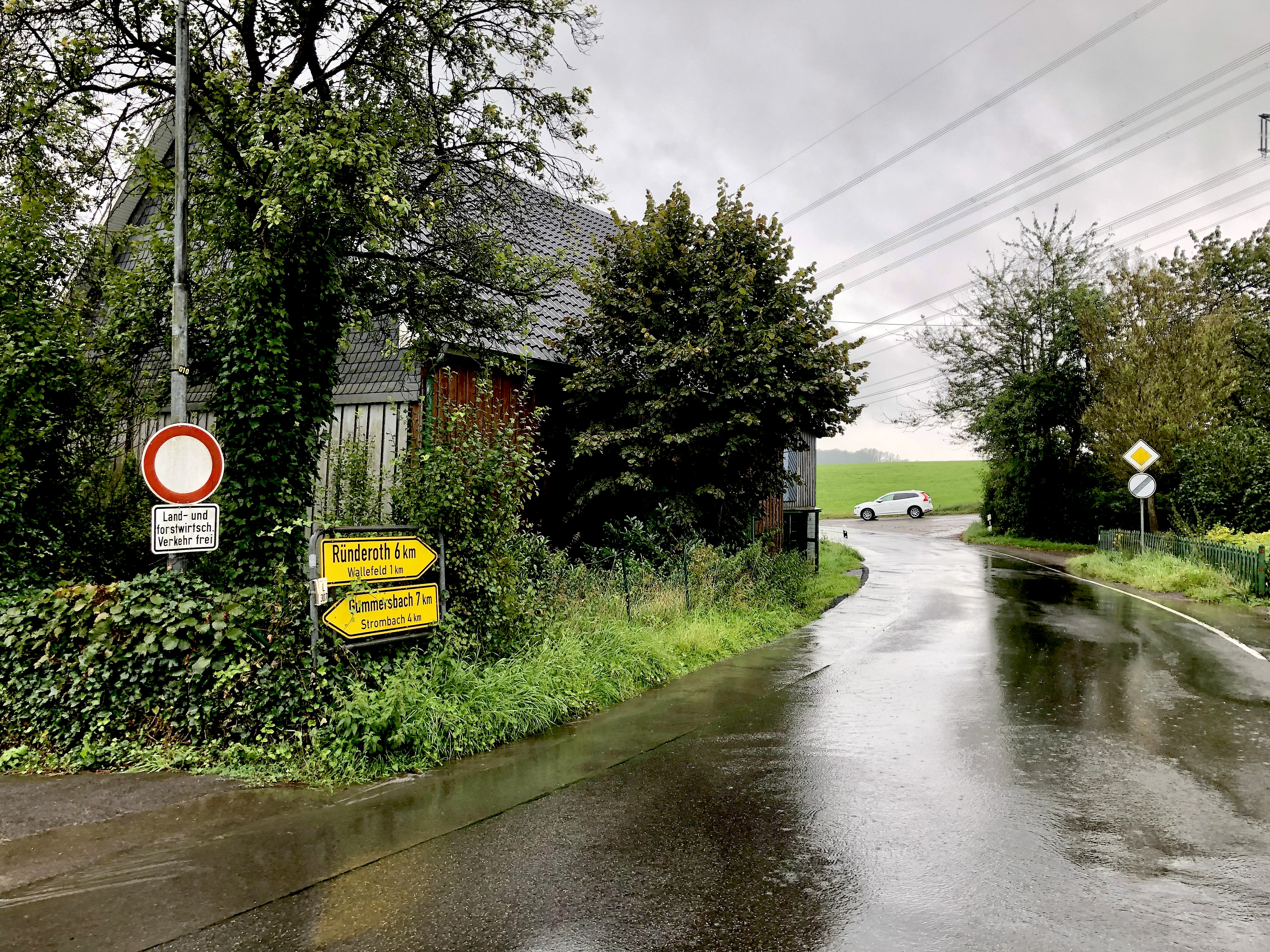
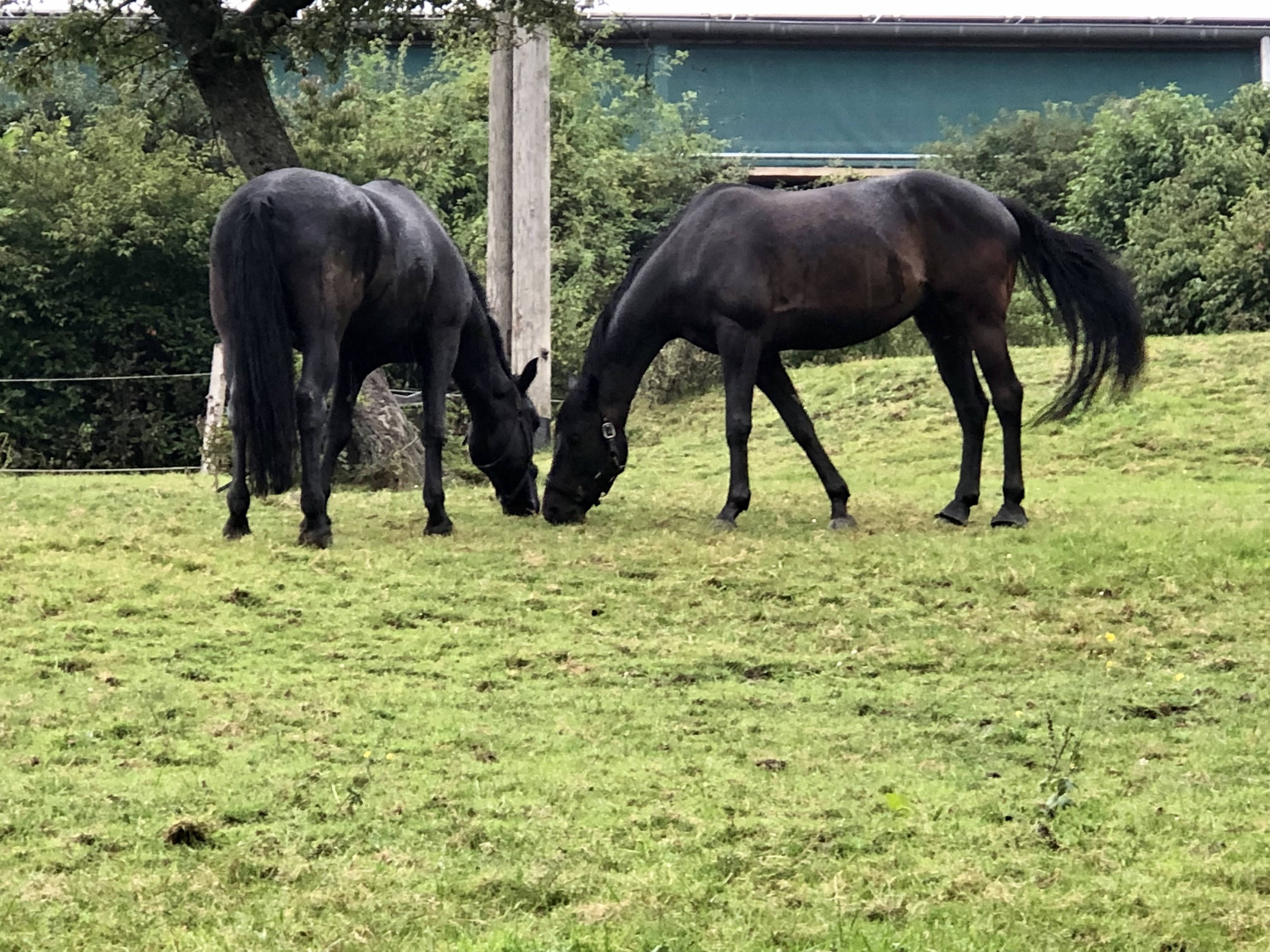
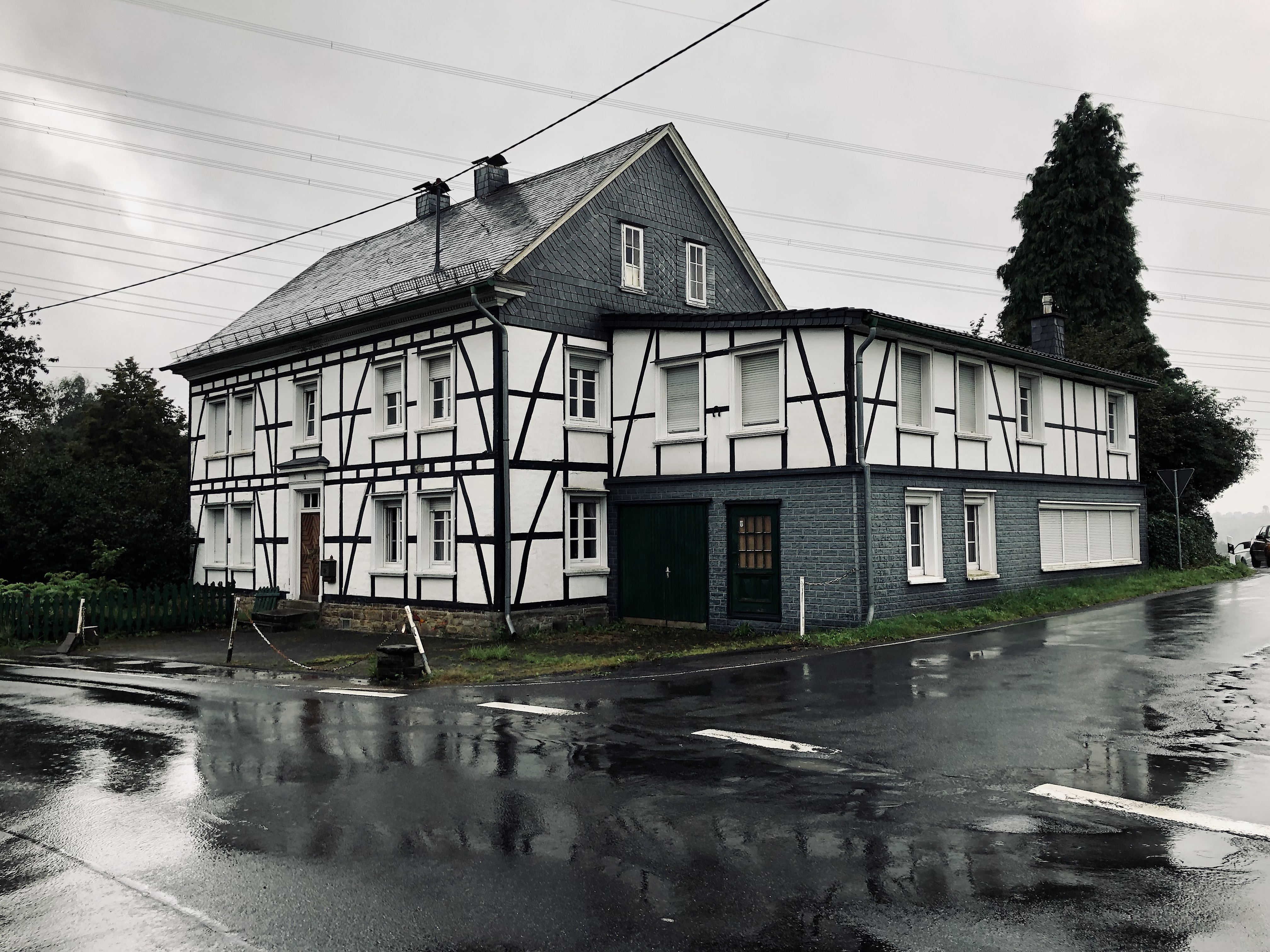
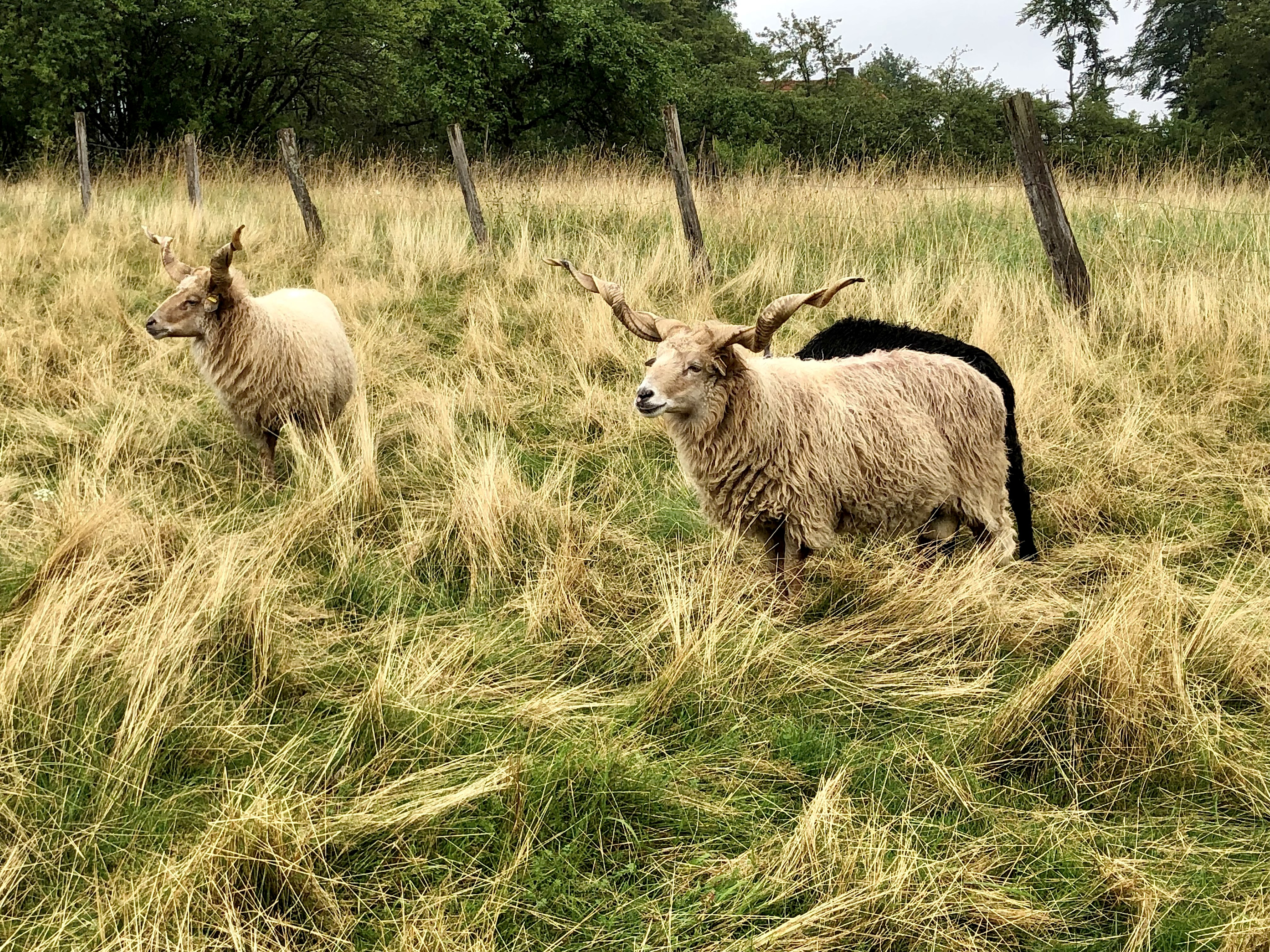
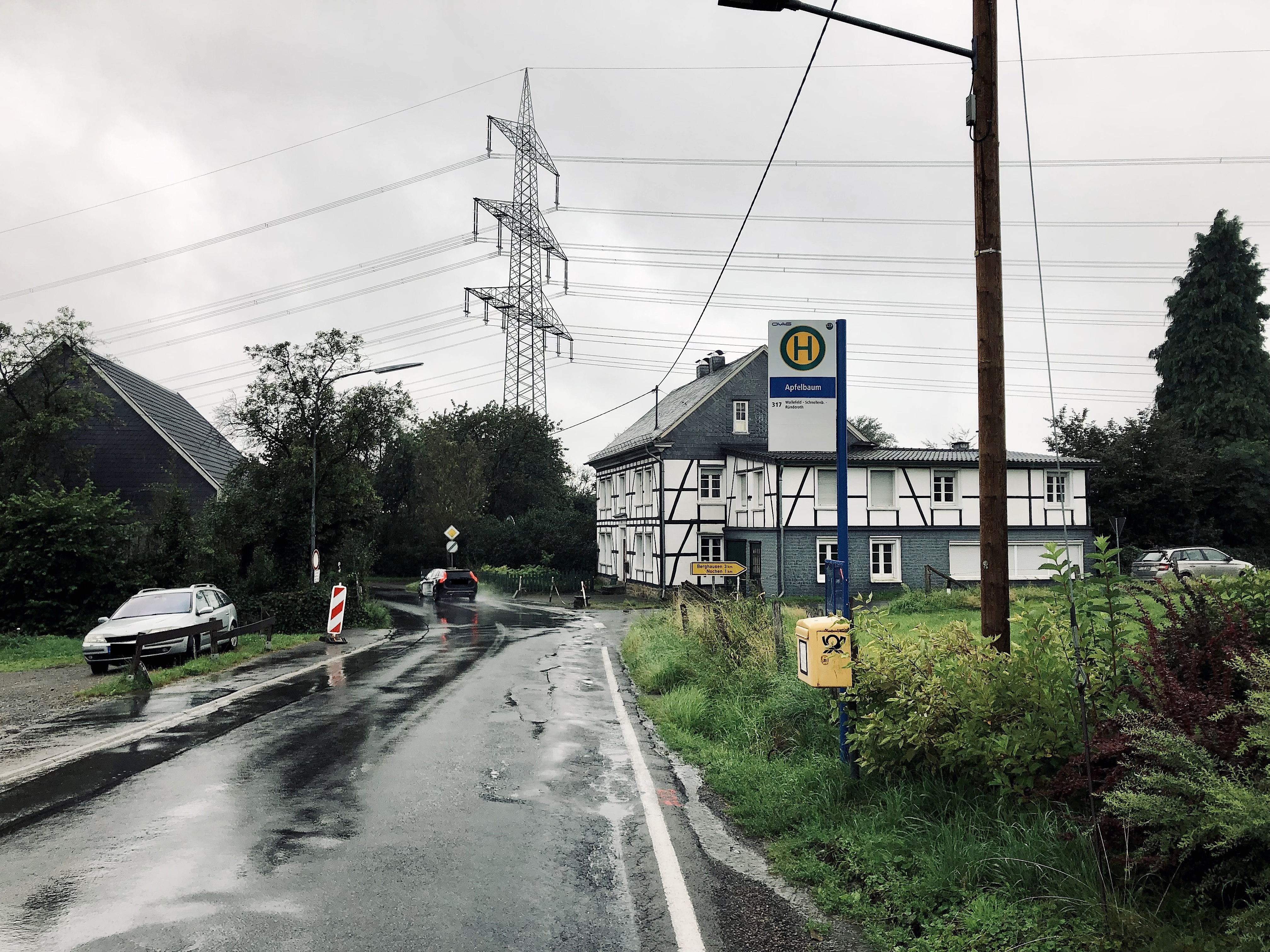